# 沃倫 (愛達荷州)
沃倫（英語：Warren）是位於美國愛達荷州愛達荷縣的一個非建制地區。該地的面積和人口皆未知。

## 地理
沃倫的座標為46°34′45″N 114°43′07″W / 46.57917°N 114.71861°W，而該地的平均海拔高度為1800米（即5906英尺）。